# Spjutkast
För grenen i friidrott, se spjutkastning.
På spjutkasts håll betecknade den längd som en god kastare kunde nå med sitt spjut. Några kastlängder finns inte bevarade, men med tanke på spjutens egenskaper kan man anta att längder på maximalt 35–40 meter kunde nås.